# Target Corporation
Pour les articles homonymes, voir Target.
Target Corporation (prononcé : [tɑːɡɪt ˈkɔːpəˈɹeɪʃən]; NYSE : TGT), située à Minneapolis dans  le Minnesota est une entreprise de grande distribution. Elle est le deuxième plus gros distributeur discount et le cinquième distributeur général aux États-Unis, derrière WalMart, Home Depot, Kroger et Costco. L'entreprise se classe au 33e rang du classement Fortune 500 en 2007. Target opère sur le marché américain, et a quitté le marché canadien en janvier 2015, dont les magasins provenaient de la défunte chaîne canadienne Zellers, après trois ans d'opérations.

## Histoire

### 1902-1962: Dayton
En 1902, George Dayton (en) construit un immeuble de six étages dans le centre-ville de Minneapolis et convainc la société R.S. Goodfellow d'y emménager. Le propriétaire de l'entreprise, Reuben Simon Goodfellow, part subséquemment à la retraite et vend à George Dayton ses intérêts investis dans l'entreprise. En 1903, la boutique change de nom pour Dayton Dry Goods,  nom qui sera raccourci en Dayton dès 1910. Dans les années 1950, la société fait l'acquisition de la chaîne de magasins, Lipman située dans l'Oregon. En 1956, l'entreprise Dayton ouvre Southdale Center, le cinquième plus grand centre commercial à deux niveaux à Edina, dans le Minnesota, une banlieue de Minneapolis. L'entreprise Dayton devient aussi une chaîne de magasins en ouvrant sa deuxième boutique à Southdale. En 1962, le premier magasin Target ouvre ses portes à Roseville, dans le Minnesota.

### 1962-1971: La création deTarget
En 1962, utilisant un concept élaboré par John F. Geisse, la société Dayton se lance dans le hard-discount en ouvrant son premier magasin discounter Target à Roseville, dans le Minnesota, une banlieue nord de Saint Paul. Le nom Target est une idée du directeur de publicité de Dayton, Stewart K. Widdess, et destiné à permettre aux consommateurs de différencier le nouveau hard-discounter de la chaîne de magasins. La nouvelle filiale termine sa première année avec quatre magasins, tous situés dans la région de Minneapolis. Les magasins Target enregistrent des pertes d'argent les premières années, mais en 1965 ils cumulent leurs premiers bénéfices avec des ventes atteignant 39 millions $, permettant l'ouverture d'un cinquième magasin à Minneapolis. En 1966, Bruce Dayton lance la chaîne de librairies B. Dalton, qui est devenu la plus grande librairie de livres reliés aux États-Unis. Les magasins Target poursuivent leur expansion en dehors de Minneapolis en ouvrant deux magasins à Denver, dans le Colorado, et les ventes dépassent 60 millions $. 
En 1968, Target change son logo en forme d'œil de buffle pour l'actuel et la société ouvre deux magasins à Saint-Louis, dans le Missouri. Cette année, les magasins Target passent par une phase de transition : le président et cofondateur de Target, Douglas J. Dayton, retourne à la corporation mère Dayton et est remplacé par William A. Hodder. Le vice-président senior et cofondateur John Geisse quitte aussi l'entreprise cette même année pour être engagé par la chaîne de magasins May, basée à St. Louis. À la fin de l'année, Target compte 11 magasins et ses ventes s'élèvent à 130 millions $. En 1969, l'entreprise fait l'acquisition de la chaîne de magasins Lechmere Electronics and Appliances situé en Nouvelle-Angleterre et étend les magasins Target jusqu'au Texas et en Oklahoma avec six nouveaux magasins et son premier centre de distribution à Fridley, dans le Minnesota. L'entreprise Dayton fusionne également cette année-là avec l'entreprise basée à Detroit J.L. Hudson, pour devenir Dayton-Hudson se composant de Target et cinq grandes chaînes de magasins : Dayton's, Diamond's of Phoenix, en Arizona, Hudson's, John A. Brown of Oklahoma City, en Oklahoma, et Lipmans. En 1970, Target ajoute cinq nouveaux magasins, dont deux dans le Wisconsin, et les ventes de la chaîne de 24 magasins atteignent 200 millions $. Cette année, Dayton-Hudson fait également l'acquisition de la chaîne de magasins Team Electronics, dirigée par Stephen L. Pistner.

### 1971 - Aujourd'hui
En 2012, Target a fait l'annonce de son installation au Canada. Walmart et Target ont acquis une grande partie des magasins Zellers. En janvier 2015, Target annonce son retrait du marché canadien avec la fermeture de 133 magasins qui employaient 17 600 personnes. Les derniers magasins canadiens ferment leurs portes le 12 avril 2015. Le 25 août 2019, lors du D23 2019, Target et Disney Consumer annoncent la création de 25 espaces de vente Disney Store d'environ 750 pieds carrés (70 m2) chacun dans ses hypermarchés et 40 supplémentaires d'ici octobre 2020,.
En mai 2023, les actions de Target (NYSE : TGT) chutent considérablement alors que la société fait face à une réaction des milieux conservateurs contre sa collection de vêtements LGBTQ. Au cours des 10 derniers jours du mois, l'action du détaillant a perdu environ 10 milliards de dollars en valeur boursière, marquant une baisse d'environ 14 % à 64,1 milliards de dollars. Pendant les boycotts, les présentoirs concernant les thèmes LGBTQ ont été renversés par des manifestants, a déclaré Target, obligeant l'entreprise à éloigner ces produits de l'avant dans certains de ses magasins du Sud des États-Unis.

## Filiales
L'entreprise Target a son siège sur Nicollet Mall à Minneapolis, près du site des magasins Goodfellows. L'entreprise gère sa principale filiale de distribution, sous le nom de Target. L'entreprise possède plusieurs filiales, dont :
- Target Financial Services (TFS) ;
- Target Sourcing Services/The Associated Merchandising Corporation (TSS/AMC) ;
- Target Commercial Interiors ;
- Target.com.

## Sponsor
Le groupe Target était le sponsor principal d'une écurie de Champ Car/IndyCar Series, le Chip Ganassi Racing. Des pilotes tels que Alex Zanardi, Juan Pablo Montoya, Jimmy Vasser, Bruno Junqueira, Kenny Brack, Dario Franchitti et Scott Dixon ont couru et gagné avec cette équipe, dont les voitures sont rouges et flanquées du logo Target sur les flancs. Après la saison 2016, Target arrête de sponsoriser le Chip Ganassi Racing en IndyCar mais continue son implication en NASCAR Cup Series en supportant financièrement le pilote Kyle Larson. 
En 1990, le groupe achète les droits d'appellation de la salle Target Center, enceinte de l'équipe de basket-ball NBA des Timberwolves du Minnesota.

## Critique
En mars 2023, une enquête du New York Times dénonce l'utilisation de jeunes enfants, principalement latino-américains, dans de grosses usines travaillant pour un certain nombre de grandes sociétés américaines dont Target.